# گیرچان (زاغه)
گیرچان یک روستا در ایران است که در بخش زاغه در شهرستان خرم‌آباد استان لرستان واقع شده‌است. گیرچان ۲۴۲ نفر جمعیت دارد.

## جمعیت
این روستا در دهستان زاغه قرار دارد و براساس سرشماری مرکز آمار ایران در سال ۱۳۸۵، جمعیت آن ۲۴۲ نفر (۵۱ خانوار) بوده‌است.